# باشگاه فوتبال فاینورد
باشگاه فوتبال فاینورد (به هلندی: Feyenoord Rotterdam) باشگاه فوتبال هلندی است که در شهر روتردام قرار دارد و هم‌اکنون در لیگ برتر فوتبال هلند بازی می‌کند. فاینورد در کنار آژاکس و پی اس وی آیندهوون سه باشگاه بزرگ و پرافتخار هلند به شمار می‌روند. فاینورد بعد از آژاکس آمستردام پرافتخارترین تیم هلندی در مسابقات بین‌المللی است.
این باشگاه در تاریخ ۱۹ ژوئیه ۱۹۰۸ تأسیس شده‌است.

## ترکیب تیم
| شماره |           | پست       | بازیکن                            |
| ----- | --------- | --------- | --------------------------------- |
| ۱     | هلند      | دروازه‌بان | جاستین بیلو                       |
| ۲     | هلند      | مدافع     | بارت نویوکوپ                      |
| ۳     | هلند      | مدافع     | Thomas Beelen                     |
| ۴     | کره جنوبی | هافبک     | هوانگ این بوم                     |
| ۵     | هلند      | مدافع     | Gijs Smal                         |
| ۶     | الجزایر   | هافبک     | رامز زروقی                        |
| ۷     | لهستان    | هافبک     | یاکوب مودر                        |
| ۸     | هلند      | هافبک     | کوئینتن تیمبر (کاپیتان)           |
| ۹     | ژاپن      | مهاجم     | آیاسه یدا                         |
| ۱۰    | هلند      | مهاجم     | کالوین استنج                      |
| ۱۱    | هلند      | مدافع     | کوئیلیندشی هارتمان                |
| ۱۴    | برزیل     | مهاجم     | ایگور پایشاو                      |
| ۱۵    | اروگوئه   | هافبک     | فاکوندو گونزالز (قرضی از یوونتوس) |
| ۱۶    | اسپانیا   | مدافع     | هوگو بوئنو (قرضی از ولورهمپتون)   |
| ۱۷    | کرواسی    | هافبک     | لوکا ایوانیوشک                    |
| ۱۸    | اتریش     | مدافع     | گرنوت تراونه                      |

| شماره |               | پست       | بازیکن                          |
| ----- | ------------- | --------- | ------------------------------- |
| ۱۹    | آرژانتین      | مهاجم     | خولیان کارانزا                  |
| ۲۰    | کاستاریکا     | مدافع     | Jeyland Mitchell                |
| ۲۱    | بلغارستان     | دروازه‌بان | پلامن آندریف                    |
| ۲۲    | آلمان         | دروازه‌بان | تیمون ولنروتر                   |
| ۲۳    | الجزایر       | مهاجم     | Anis Hadj Moussa                |
| ۲۵    | هلند          | مهاجم     | Shiloh 't Zand                  |
| ۲۶    | هلند          | مدافع     | Givairo Read                    |
| ۲۷    | هلند          | هافبک     | آنتونی میلامبو                  |
| ۲۸    | مراکش         | هافبک     | اوسامه ترقلین                   |
| ۳۰    | سوئیس         | مدافع     | جردن لوتومبا                    |
| ۳۱    | مکزیک         | مهاجم     | Stéphano Carrillo               |
| ۳۳    | اسلواکی       | مدافع     | دیوید هانکو                     |
| ۳۴    | ساحل عاج      | هافبک     | Chris-Kévin Nadje               |
| ۳۸    | غنا           | مهاجم     | ابراهیم عثمان (قرضی از برایتون) |
| ۳۹    | جمهوری ایرلند | دروازه‌بان | Liam Bossin (قرضی از دوردرخت)   |

## افتخارات
- لیگ برتر فوتبال هلند
  - قهرمانی (۱۶): ۲۴–۱۹۲۳، ۲۸–۱۹۲۷، ۳۶–۱۹۳۵، ۳۸–۱۹۳۷، ۴۰–۱۹۳۹، ۶۱–۱۹۶۰، ۶۲–۱۹۶۱، ۶۵–۱۹۶۴، ۶۹–۱۹۶۸، ۷۱–۱۹۷۰، ۷۴–۱۹۷۳، ۸۴–۱۹۸۳، ۹۳–۱۹۹۲، ۹۹–۱۹۹۸، ۱۷–۲۰۱۶، ۲۳–۲۰۲۲
- جام حذفی فوتبال هلند
  - قهرمانی (۱۴): ۳۰–۱۹۲۹، ۳۵–۱۹۳۴، ۶۵–۱۹۶۴، ۶۹–۱۹۶۸، ۸۰–۱۹۷۹، ۸۴–۱۹۸۳، ۹۱–۱۹۹۰، ۹۲–۱۹۹۱، ۹۴–۱۹۹۳، ۹۵–۱۹۹۴، ۰۸–۲۰۰۷، ۱۶–۲۰۱۵، ۱۸–۲۰۱۷، ۲۴–۲۰۲۳
- سوپر جام فوتبال هلند
  - قهرمانی (۴): ۱۹۹۱، ۱۹۹۹، ۲۰۱۷، ۲۰۱۸

### بین‌المللی
- جام بین‌قاره‌ای

قهرمان (۱): ۱۹۷۰
- لیگ قهرمانان اروپا

قهرمان (۱): ۷۰–۱۹۶۹
- لیگ اروپا

قهرمان (۲): ۷۴–۱۹۷۳، ۰۲–۲۰۰۱

- لیگ کنفرانس اروپا

نایب قهرمان (۱): ۲۲–۲۰۲۱

- سوپرجام اروپا

نایب قهرمان (۱): ۲۰۰۲